# Stygis Catena
Stygis Catena una formació geològica del tipus catena del quadrangle Elysium de Mart, situat amb coordenades planetocèntriques a 23.77 ° latitud N i 150.76 ° longitud E. Té un diàmetre de 65.38 km i va rebre el nom d'una característica clàssica d’albedo localitzada a les coordenades 30 ° latitud N i 200 ° longitud O. El nom va ser fet oficial per la UAI l'any 1985. El terme "Catena" fa referència a una cadena de cràters.